# Гамильтонова механика
Гамильто́нова меха́ника является одной из формулировок классической механики. Предложена в 1833 году Уильямом Гамильтоном. Она возникла из лагранжевой механики, другой формулировки классической механики, введённой Лагранжем в 1788 году. Гамильтонова механика может быть сформулирована без привлечения лагранжевой механики с использованием симплектических многообразий и пуассоновых многообразий.
Несмотря на формальную эквивалентность лагранжевой и гамильтоновой механики, последняя, помимо привнесённых ею полезных технических дополнений, сыграла существенную роль для более глубокого понимания как математической структуры классической механики, так и её физического смысла, включая связь с механикой квантовой (Гамильтон изначально хотел сформулировать классическую механику как коротковолновый предел некоторой волновой теории, что практически полностью соответствует современному взгляду).
Существует точка зрения, что формализм Гамильтона вообще более фундаментален и органичен, в том числе и в особенности для квантовой механики (Дирак), хотя эта точка зрения и не стала общепризнанной, в основном, видимо, из-за того, что заметная часть таких интерпретаций теряет явную (только явную) лоренц-ковариантность, а также потому, что эта точка зрения не дала такого практического выхода, который убедил бы в её важности всех. Впрочем, следует заметить, что эвристически она, вероятно, была не последней среди побудительных причин, приведших к открытию уравнения Дирака — одного из наиболее фундаментальных уравнений квантовой теории.

## Переформулировка лагранжевой механики
В лагранжевой механике механическая система характеризуется лагранжианом : {\displaystyle L(q,\;{\dot {q}},\;t)} — функцией обобщённых координат {\displaystyle q} и соответствующих скоростей {\displaystyle {\dot {q}}}, а также, возможно, времени {\displaystyle t}. В гамильтоновой механике вводится понятие обобщенных импульсов, сопряженных обобщенным координатам и определяемых через лагранжиан следующим образом:
{\displaystyle p={\frac {\partial L}{\partial {\dot {q}}}}}.
В декартовых координатах обобщённые импульсы — это физические линейные импульсы. В полярных координатах обобщённый импульс, соответствующий угловой скорости, — физический угловой момент. Для произвольного выбора обобщённых координат трудно получить интуитивную интерпретацию сопряжённых этим координатам импульсов или угадать их выражение, не используя прямо приведённую выше формулу.
Векторное уравнение Эйлера — Лагранжа тогда примет вид
{\displaystyle {\dot {p}}={\frac {\partial L}{\partial q}}}.
Отсюда, в частности, следует, что если какая-то координата оказалась циклической, то есть если функция Лагранжа от неё не зависит, а зависит только от её производной по времени, то для сопряжённого ей импульса {\displaystyle {\dot {p}}=0}, то есть он является интегралом движения (сохраняется во времени), что несколько проясняет смысл обобщённых импульсов.
В этой формулировке, зависящей от выбора системы координат, не слишком очевиден тот факт, что различные обобщённые координаты являются в действительности не чем иным, как различными координатизациями одного и того же симплектического многообразия.
С помощью преобразования Лежандра лагранжиана определяется функция Гамильтона — гамильтониан:
{\displaystyle H\left(q,\;p,\;t\right)=\sum _{i}{\dot {q}}_{i}p_{i}-L(q,\;{\dot {q}},\;t)}.
Если уравнения преобразования, определяющие обобщённые координаты, не зависят от {\displaystyle t}, можно показать, что {\displaystyle H} равен полной энергии:
{\displaystyle E=T+V}.
Полный дифференциал гамильтониана запишется в виде:
{\displaystyle dH=\sum _{i}\left[{\dot {q}}_{i}\,dp_{i}+p_{i}\,d{\dot {q}}_{i}-{\frac {\partial L}{\partial q_{i}}}dq_{i}-{\frac {\partial L}{\partial {\dot {q}}_{i}}}\,d{\dot {q}}_{i}\right]-\left({\frac {\partial L}{\partial t}}\right)\,dt=\sum _{i}\left[{\dot {q}}_{i}\,dp_{i}+p_{i}\,d{\dot {q}}_{i}-{\dot {p}}_{i}\,dq_{i}-p_{i}\,d{\dot {q}}_{i}\right]-{\frac {\partial L}{\partial t}}\,dt=}
{\displaystyle =\sum _{i}\left[{\dot {q}}_{i}\,dp_{i}-{\dot {p}}_{i}\,dq_{i}\right]-{\frac {\partial L}{\partial t}}\,dt}.
С учетом того, что полный дифференциал гамильтониана также равен
{\displaystyle dH=\sum _{i}\left[{\frac {\partial H}{\partial q_{i}}}\,dq_{i}+{\frac {\partial H}{\partial p_{i}}}\,dp_{i}\right]+\left({\frac {\partial H}{\partial t}}\right)\,dt},
получим уравнения движения гамильтоновой механики, известные как канонические уравнения Гамильтона:
{\displaystyle {\frac {\partial H}{\partial q_{j}}}=-{\dot {p}}_{j},\qquad {\frac {\partial H}{\partial p_{j}}}={\dot {q}}_{j}}
а также связь гамильтониана и лагранжиана:
{\displaystyle \qquad {\frac {\partial H}{\partial t}}=-{\frac {\partial L}{\partial t}}}
Уравнения Гамильтона представляют собой дифференциальные уравнения первого порядка, и, таким образом, их легче решать, чем уравнения Лагранжа, которые являются дифференциальными уравнениями второго порядка. Однако шаги, приводящие к уравнениям движения, более трудоёмки, чем в лагранжевой механике — начиная с обобщённых координат и функции Лагранжа, мы должны вычислить гамильтониан, выразить каждую обобщённую скорость в терминах сопряжённых импульсов и заменить обобщённые скорости в гамильтониане сопряжёнными импульсами. В целом есть небольшой выигрыш в работе от решения проблемы в гамильтоновом, а не в лагранжевом формализме, хотя в конечном счёте это приводит к тем же решениям, что и лагранжева механика и законы движения Ньютона.
Основное предназначение гамильтонова подхода — то, что он обеспечивает основу для более фундаментальных результатов в классической механике.
Для произвольной функции канонических переменных {\displaystyle f(q,\;p,\;t)} имеем
{\displaystyle {\frac {df}{dt}}={\frac {\partial f}{\partial t}}+\sum _{i}\left({\frac {\partial f}{\partial q_{i}}}{\dot {q_{i}}}+{\frac {\partial f}{\partial p_{i}}}{\dot {p_{i}}}\right)={\frac {\partial f}{\partial t}}\,+\,\sum _{i}\left({\frac {\partial f}{\partial q_{i}}}{\frac {\partial H}{\partial p_{i}}}-{\frac {\partial f}{\partial p_{i}}}{\frac {\partial H}{\partial q_{i}}}\right)={\frac {\partial f}{\partial t}}\,+\,\{H,\;f\},}
где {\displaystyle \{H,\;f\}} — скобка Пуассона.
Данное уравнение является основным уравнением гамильтоновой механики. Можно непосредственно проверить, что оно справедливо также и для самих канонических переменных {\displaystyle f=q} или {\displaystyle f=p}.
Из данного уравнения следует, что если некоторая динамическая переменная не является непосредственной функцией времени, то она является интегралом движения тогда и только тогда, когда её скобка Пуассона равна нулю.

## Получение уравнений Гамильтона непосредственно из принципа стационарного действия
Простое прямое получение гамильтоновой формы механики исходит из гамильтоновой записи действия:
{\displaystyle S=\int \left(\sum _{j}p_{j}\,dq_{j}-H(p,\;q)\,dt\right)=\int \left(\sum _{j}p_{j}{\dot {q}}_{j}-H(p,\;q)\right)\,dt,}
которое можно считать фундаментальным постулатом механики в этой формулировке. (Под {\displaystyle p} и {\displaystyle q} без индексов тут имеется в виду весь набор обобщённых импульсов и координат).
Условие стационарности действия
{\displaystyle \delta S=0}
даёт возможность получить канонические уравнения Гамильтона, причем варьирование тут ведётся независимо по {\displaystyle \delta p_{j}} и {\displaystyle \delta q_{j}}. Так получаем (снова, но теперь без использования лагранжева способа) канонические уравнения Гамильтона:
{\displaystyle {\dot {p}}_{j}=-{\frac {\partial H}{\partial q_{j}}},}
{\displaystyle {\dot {q}}_{j}={\frac {\partial H}{\partial p_{j}}}.}
Используя второе, можно выразить все {\displaystyle p_{j}} через набор {\displaystyle q_{i}} и {\displaystyle {\dot {q_{i}}}}, после чего выражение под интегралом станет, очевидно, просто функцией Лагранжа. Таким образом мы получаем лагранжеву формулировку принципа стационарного (наименьшего) действия из гамильтоновой.

## Математический формализм
Любая гладкая функция {\displaystyle H\colon M\to \mathbb {R} } на симплектическом многообразии {\displaystyle M} может использоваться, чтобы определить гамильтонову систему. Функция {\displaystyle H} известна как гамильтониан или энергетическая функция. Симплектическое многообразие называют фазовым пространством. Гамильтониан порождает специальное векторное поле на симплектическом многообразии, известном как симплектическое векторное поле. 
Симплектическое векторное поле (также называется гамильтоновым векторным полем) порождает гамильтонов поток на многообразии. Интегральные кривые векторного поля являются однопараметрическим семейством преобразований многообразия с параметром, называемым время. Эволюция во времени задаётся симплектоморфизмами. Из теоремы Лиувилля следует, что каждый симплектоморфизм сохраняет форму объёма в фазовом пространстве. Множество симплектоморфизмов, порождаемых гамильтоновым потоком, обычно называют гамильтоновой механикой гамильтоновой системы.
Гамильтоново векторное поле также порождает специальную операцию — скобка Пуассона. Скобка Пуассона действует на функции на симплектическом многообразии, таким образом придавая пространству функций на многообразии структуру алгебры Ли.
Если мы имеем распределение вероятности {\displaystyle \rho }, то можно показать, что его конвективная производная равняется нулю, так как скорость фазового пространства ({\displaystyle {{\dot {p}}_{i}},\;{{\dot {q}}_{i}}}) имеет нулевую дивергенцию, и вероятность сохраняется. Получим
{\displaystyle {\frac {\partial }{\partial t}}\rho =-\{\rho ,\;H\}.}
Это выражение называют уравнением Лиувилля. Каждая гладкая функция {\displaystyle G} над симплектическим многообразием задаёт семейство однопараметрических симплектоморфизмов, и если {\displaystyle \{G,\;H\}=0}, то {\displaystyle G} сохраняется фазовым потоком.
Интегрируемость гамильтоновых векторных полей — нерешённый вопрос. Вообще говоря, гамильтоновы системы хаотичны; понятия меры, полноты, интегрируемости и стабильности для них плохо определены. В настоящее время исследования динамических систем посвящены главным образом изучению качественных свойств систем и их изменений.